# ТЭЦ-8
ТЭЦ-8 — теплоэлектроцентраль в Нижегородском районе Юго-Восточного административного округа города Москвы, входящая в систему ПАО «Мосэнерго». Расположена недалеко от станции метро «Волгоградский проспект».

## Основные данные
Основные производственные показатели ТЭЦ на 01.01.2009:
- Установленная электрическая мощность — 605 МВт
- Выработка электроэнергии — 2921,8 млн кВт·ч (за год)
- Установленная тепловая мощность — 2192 Гкал/ч
- Отпуск тепла — 1986,3 тыс. Гкал (за год)

Основной вид топлива, использующийся на станции — природный газ. Станция обеспечивает электрической и тепловой энергией крупнейшие промышленные предприятия города, а также жителей, проживающих в Рязанском, Нижегородском, Даниловском, Южнопортовом, и Таганском районах, районе «Замоскворечье». В 2008 году доля выработки электроэнергии в суммарной выработке по ОАО «Мосэнерго» составила 4,55 %, доля отпуска тепла — 3,18 %.

## История
ТЭЦ-8 — первая ТЭЦ Московского объединения государственных электрических станций (МОГЭС) введена в эксплуатацию 1 мая 1930 года и стала первой в СССР теплоцентралью высокого давления.
В 1968 году Мосэнергопроектом был составлен проект расширения ТЭЦ-8 до 550 МВт. Первый энергоблок мощностью 50 МВт был включён в декабре 1972 года.
До 1981 года ТЭЦ-8 управлялась дирекцией ТЭЦ-9 (расположена у м. Автозаводская), и именовалась «Филиал ТЭЦ-9».
В ноябре 1981 г. ТЭЦ-8 выделяется в самостоятельное предприятие Мосэнерго. После ввода в 1986 г. блока 110 МВт и двух водогрейных котлов по 180 Гкал/час установленная электрическая мощность ТЭЦ-8 составила 645 МВт, тепловая мощность — 2216 Гкал/час. В настоящее время установленная электрическая мощность ТЭЦ составляет 580 МВт, тепловая мощность — 1892 Гкал/час.

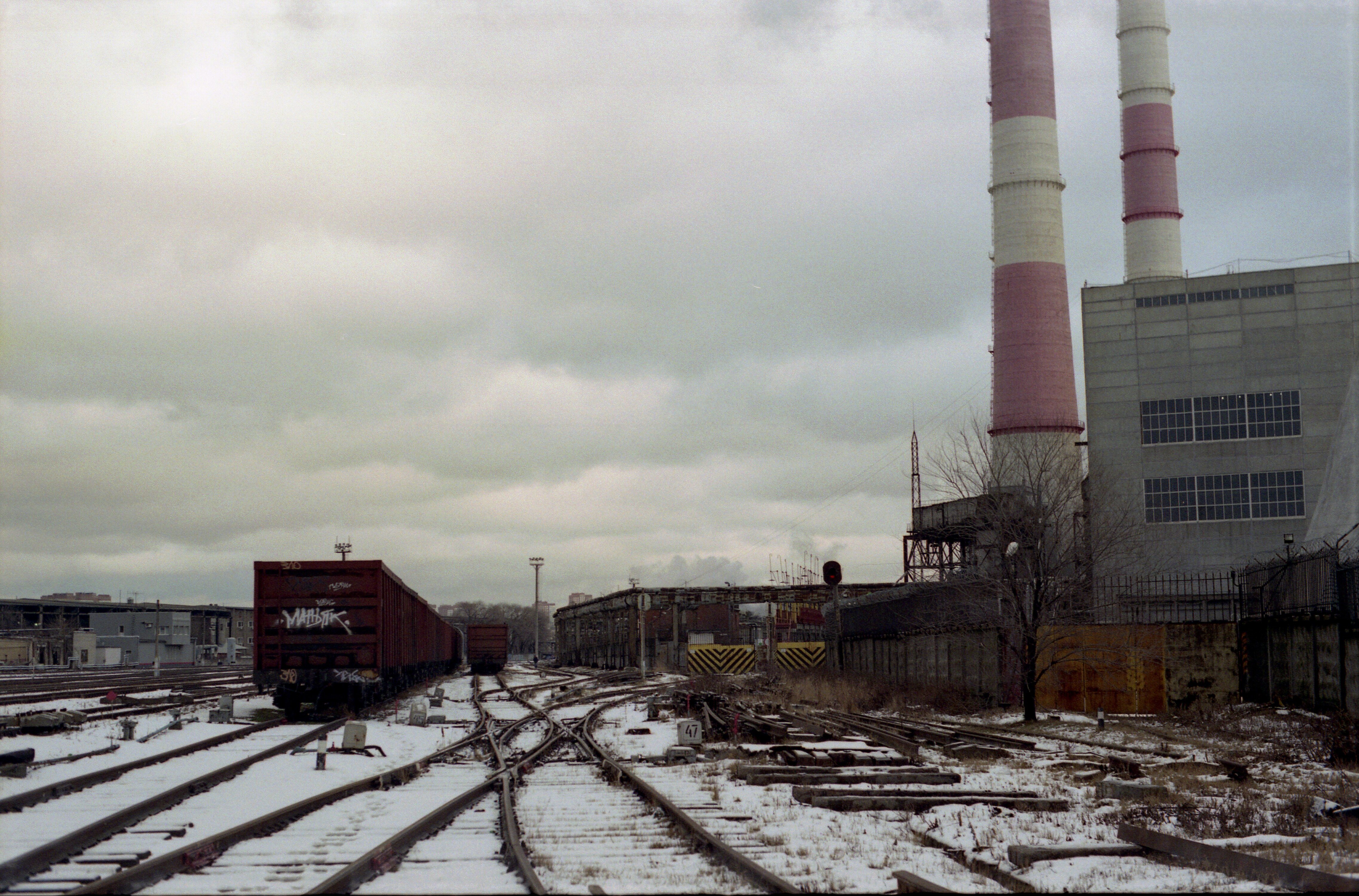
Железнодорожный въезд на ТЭЦ со станции Бойня (2020)

## Развитие
На ТЭЦ-8 постоянно ведутся работы по модернизации и техническому перевооружению станции:
на турбинах станции впервые применена система шариковой очистки конденсаторов, что позволило снизить годовые затраты условного топлива на 2800-3000 тонн; применён механизм получения азота для использования в энергетических целях, что позволило снизить удельные расходы топлива и отказаться от дорогостоящего привозного сырья; внедрена испарительная установка, выполненная по проекту Московского энергетического института, что позволило снизить потери пара, конденсата и тепла путём технологии выпаривания загрязнённого конденсата и получения чистой обессоленной воды для котлов; внедрён узел гомогенизации отработанных масел с применением кавитационного оборудования для последующего их сжигания, что позволило значительно сократить количество вредных стоков; выполнены работы по монтажу теплофикационной установки на выхлопе пара от турбин Р-50-130 с применением высокоэффективных пластинных теплообменников (пиковых бойлеров) для получения дополнительной электрической мощности в объёме до 80 МВт.

## Экология
На станции большое значение уделяется природоохранной деятельности и улучшению экологических характеристик оборудования. Проводятся мероприятия по снижению выбросов оксидов азота в атмосферу. Ведутся работы по повышению эффективности очистных сооружений для очистки сточных вод, загрязнённых нефтепродуктами. Также на станции проводится постоянная работа по оптимизации водопотребления на производственные нужды, результатом которой является ежегодное сокращение расхода городской и Москворецкой воды.

## Перечень основного оборудования
| Агрегат                              | Тип                                             | Изготовитель                                     | Количество | Ввод в эксплуатацию | Основные характеристики | Основные характеристики | Источники |
| Агрегат                              | Тип                                             | Изготовитель                                     | Количество | Ввод в эксплуатацию | Параметр                | Значение                | Источники |
| ------------------------------------ | ----------------------------------------------- | ------------------------------------------------ | ---------- | ------------------- | ----------------------- | ----------------------- | --------- |
| Оборудование паротурбинных установок |                                                 |                                                  |            |                     |                         |                         |           |
| Паровой котёл                        | ТГМ-96Б                                         | Таганрогский котельный завод «Красный котельщик» | 7          | 1972—1981 г.        | Топливо                 | газ, мазут              | [ 1 ]     |
| Паровой котёл                        | ТГМ-96Б                                         | Таганрогский котельный завод «Красный котельщик» | 7          | 1972—1981 г.        | Производительность      | 480 т/ч                 | [ 1 ]     |
| Паровой котёл                        | ТГМ-96Б                                         | Таганрогский котельный завод «Красный котельщик» | 7          | 1972—1981 г.        | Параметры пара          | 140 кгс/см2, 560 °С     | [ 1 ]     |
| Паровая турбина                      | Т-105/120-130-2                                 | Уральский турбинный завод                        | 1          | 1973 г.             | Установленная мощность  | 105 МВт                 | [ 1 ]     |
| Паровая турбина                      | Т-105/120-130-2                                 | Уральский турбинный завод                        | 1          | 1973 г.             | Тепловая нагрузка       | 160 Гкал/ч              | [ 1 ]     |
| Паровая турбина                      | Т-110/120-130-3 Т-110/120-130-4 Т-110/120-130-5 | Уральский турбинный завод                        | 4          | 1976—1986 г.        | Установленная мощность  | 110 МВт                 | [ 1 ]     |
| Паровая турбина                      | Т-110/120-130-3 Т-110/120-130-4 Т-110/120-130-5 | Уральский турбинный завод                        | 4          | 1976—1986 г.        | Тепловая нагрузка       | 175 Гкал/ч              | [ 1 ]     |
| Паровая турбина                      | Р-32(50)-130/13                                 | Ленинградский металлический завод                | 1          | 1981 г.             | Установленная мощность  | 35 МВт                  | [ 1 ]     |
| Паровая турбина                      | Р-32(50)-130/13                                 | Ленинградский металлический завод                | 1          | 1981 г.             | Тепловая нагрузка       | 132 Гкал/ч              | [ 1 ]     |
| Водогрейное оборудование             |                                                 |                                                  |            |                     |                         |                         |           |
| Водогрейный котел                    | ПТВМ-180                                        | Барнаульский котельный завод                     | 5          | 1975—1987 г.        | Топливо                 | газ, мазут              | [ 1 ]     |
| Водогрейный котел                    | ПТВМ-180                                        | Барнаульский котельный завод                     | 5          | 1975—1987 г.        | Тепловая мощность       | 180 Гкал/ч              | [ 1 ]     |